# TAGLN3
TAGLN3‏ (Transgelin 3) هوَ بروتين يُشَفر بواسطة جين TAGLN3 في الإنسان.